# Xã Isanti, Quận Isanti, Minnesota
Xã Isanti (tiếng Anh: Isanti Township) là một xã thuộc quận Isanti, tiểu bang Minnesota, Hoa Kỳ. Năm 2010, dân số của xã này là 2.313 người.